# Meg Taylor
Meg Taylor – papuaska polityczka, w latach 2014–2021 sekretarka generalna Forum Wysp Pacyfiku; sportowczyni, prawniczka i dyplomatka.

## Życiorys
Jest córką australijskiego odkrywcy Jima Taylora. W 1971 reprezentowała Papuę-Nową Gwineę na Igrzyskach Południowego Pacyfiku. Startowała w pięcioboju (zajęła 2 miejsce) i w sztafecie 4 x 100 m (zajęła 3 miejsce).
Skończyła studia prawnicze na Uniwersytecie w Melbourne w Australii i na Uniwersytecie Harvarda w Stanach Zjednoczonych. Praktykowała prawo w Papui-Nowej Gwinei. Była członkinią Komisji ds. Reformy Prawa. W latach 1989–1994 była ambasadorką Papui-Nowej Gwinei w Stanach Zjednoczonych, Meksyku i Kanadzie z siedzibą w Waszyngtonie. Do 2014 była wiceprezeską oraz Rzeczniką Praw Obywatelskich ds. Zgodności (CAO) w Międzynarodowej Korporacji Finansowej. Przed 15 lat pracowała jako wiceprezeska w Grupie Banku Światowego. W latach 2014–2021 była sekretarką generalną Forum Wysp Pacyfiku, organizacji międzyrządowej, której celem jest wzmocnienie współpracy między niezależnymi państwami w rejonie Oceanu Spokojnego. Była pierwszą kobietą na tym stanowisku. W styczniu 2016 sekretarz generalny ONZ mianował ją szefową komitetu organizacji Every Woman Every Child. W 2021 otrzymała stanowisko w funduszu Nambawan Super Limited.
Od 2002 jest damą Orderu Imperium Brytyjskiego.